# Biblioteca Pública de Maó
La Biblioteca pública o Arxiu històric de Maó (Illes Balears) és una biblioteca que es troba en un edifici neoclàssic que fou construït l'any 1761 sobre unes construccions medievals com a palau de la família Mercadal.
L'any 1953 l'arquitecte municipal Josep Maria Claret i Rubira va fer la reforma del palau convertint-lo en Casa de Cultura i anys després passà a funcionar com a Biblioteca i Arxiu Històric Municipal. La creació de forma oficial de la Biblioteca es va produir amb una Reial Ordre del 21 de novembre de 1861.
La biblioteca fou reinaurugada després d'una profunda restauració el 1988.
Està situada a la Plaça de la Conquesta, 8, just darrere de la Plaça de la Constitució, de manera que des d'ella es veu tant la part posterior de l'església de Santa Maria així com una part de l'ajuntament.